# Sa Testa
Der heilige Brunnen (italienisch Pozzo sacro) von Sa Testa wurde in den 1930er Jahren von Wasser suchenden Schäfern an der Küstenstraße von Olbia nach Golfo Aranci auf Sardinien entdeckt. Die Ausgrabung führte Francesco Soldati 1938 durch. Das Bauwerk wurde 1969 von Ercole Contu (1924–2008) wiederhergestellt. 
Sa Testa besteht aus einem runden Hof, einem trapezförmigen Vorraum, einer Treppe und einer Tholos, die die Quelle umschließt. An einer leichten Böschung in einem Sattel zwischen niedrigen Hügeln liegt das aus bearbeiteten Granit- und Schieferquadern errichtete Monument auf einer NNW-SSO verlaufenden Achse. Es hat eine Gesamtlänge von 17,5 m. 

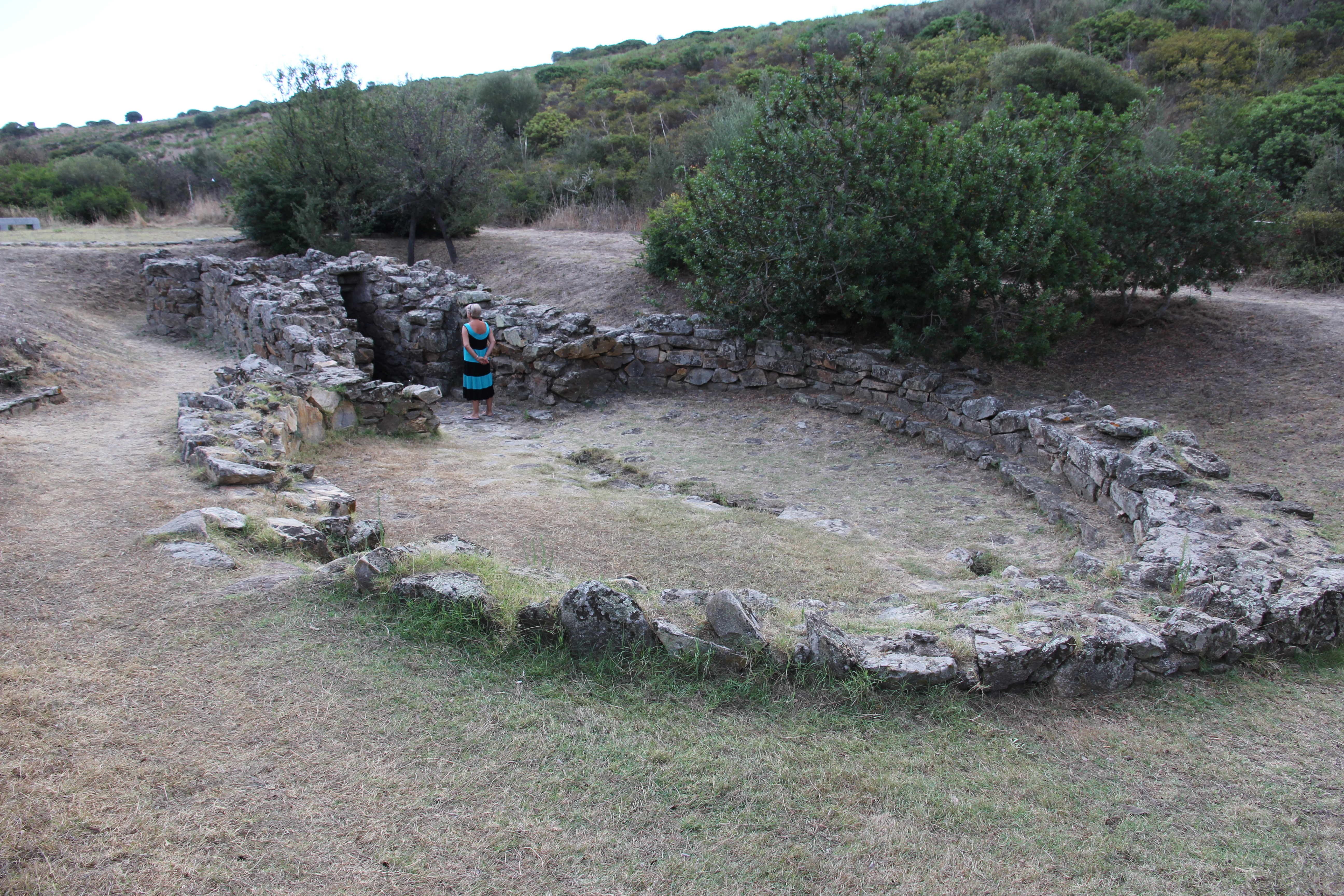
Der heilige Brunnen von Sa Testa

## Die Anlage
Der 8,3 × 7,4 m große Hof war vermutlich für Rituale bestimmt. Er wird von einem niedrigen runden Temenos begrenzt, dessen Resthöhe 0,3 m betrug. Die Dicke der den Komplex umschließenden Mauer betrug 0,9 m. An der inneren Mauerbasis des gepflasterten und mit einer Entwässerungsrinne versehenen Hofes gibt es partiell einen Bankaltar. Der Zugang zum Hof erfolgt über vier abwärts führende Stufen, die zum Durchlass auf der nördlichen Seite führen.
Der kleine Vorbereich des Brunnens, der auf einem etwas niedrigeren Niveau als der Hof liegt, ist trapezoid; 2,65 m lang und vorne 1,87 m hinten 2,62 m breit. Der Bereich ist gepflastert, hat eine Gosse und Bankaltäre an den Seiten.
Von der Vorhalle erreicht man die Treppe, die zum Brunnenniveau führt. Sie hat 17 Stufen aus Granit, deren Breite nach unten hin abnimmt.
Eine kegelförmige nach unten größer werdende Tholos bedeckt die Quelle und schließt am Wasserspiegel rund ab. Ursprünglich wurde der Raum von einer zweiten Tholos gedeckt, von der aber nur einige Steinreihen übrig blieben. Bauliche Elemente schützen den Brunnen vor dem Eindringen von Oberflächenwasser.

## Zeitstellung und Funde
Die lange Treppe sowie die Enge und Tiefe des Brunnens deuten auf eine Entstehung in den letzten Jahrhunderten des 2. Jahrtausends v. Chr.
Die Ausgrabung ist unveröffentlicht. Über das Fundmaterial liegen nur Informationen vor, die aus dem Grabungshandbuch stammen. Es zeichnet sich eine Nutzung von der nuraghischen Zeit (1600–850 v. Chr.) bis zur frühen römischen Kaiserzeit ab.
Die Nutzung nuraghischer Zeit wird durch zahlreiche Tassenfragmente und durch einige Bronzegegenstände demonstriert. Es wurden unter anderem ein Armband, ein kleiner Ring, eine Nadel, eine Spirale und ein Dolch mit einem Gammadion-Griff, der wahrscheinlich zu einer Statuette gehört, gefunden. Diese Fundgruppe wird in die Bronzezeit datiert.
Die Funde phönizisch-punischer Zeit (850–238 v. Chr.) werden von zahlreichen schwarz glasierten Tellern und Tassen geprägt. Von besonderem Interesse sind drei Thymiateria sowie ein Kopf und eine Maske, deren Stil der hellenistischen Zeit angehört. Die Entdeckung einer Statuette aus Wacholderholz ist ebenfalls wegen ihrer stilistischen Merkmale bedeutsam. Die ans Ende des 7. oder in die erste Hälfte des 6. Jahrhunderts v. Chr. zu datierende Figur stammt aus dem griechisch-orientalischen Bereich.
Unter den Funden römischer Zeit sind neben weniger bedeutenden Vasen zahlreiche Fragmente einer großen Amphore und einer Tasse arretinischer Produktion zu erwähnen.
Die während der Ausgrabung entdeckten Artefakte werden im Nationalmuseum von Cagliari aufbewahrt. In der Nähe liegen Cabu Abbas und das Brunnenheiligtum von Milis.